# Stitches (låt)
Stitches är en låt av den kanadensiske sångaren Shawn Mendes från hans debutstudioalbum, Handwritten. Den släpptes ursprungligen till iTunes genom Island Records den 16 mars 2015, som det tredje exklusiva spåret för förbeställning och skickades sedan till radio genom Republic Records den 5 maj 2015, som albumets andra singel. Det är den första låten av Mendes som dök upp på en Billboards airplay-lista, debuterade som nummer 36 på Mainstream Top 40-listan i juni 2015 och nådde så småningom nummer ett. Låten nådde också topp 10 på Canadian Hot 100. Den toppade även den slovenska SloTop50 Chart, Scottish Official Charts Company och UK Singles Chart och nådde topp 5 i Tyskland, Irland, Australien och Nya Zeeland.

## Remixversion
Låten remixades av den norska produktionsduon SeeB. Spåret släpptes som "Stitches (SeeB Remix)" den 16 oktober 2015 genom Island Records.